# Dolichurus aridulus
Dolichurus aridulus (лат.) — вид ос рода Dolichurus из семейства Ampulicidae.

## Распространение
Южная Азия: Индия, Шри-Ланка.

## Описание
Мелкие осы (длина 5—7 мм), в основном чёрного цвета; мандибулы, щупики и скапус усиков красноватые; шпоры средних и задних ног с беловатыми отметинами; ноги самок коричневатые (у самцов красноватые); тегулы красноватые с белым пятном. На лбу имеется выступ, к которому прикрепляются усики (12-члениковые у самок и 13-члениковые у самцов). Переднеспинка широкая; нотаули развиты. Брюшко в основании широкое, в передних крыльях по 3 радиомедиальные ячейки.
Предположительно, как и другие виды своего рода, охотятся на тараканов, которых жалят, парализуют и откладывают на них свои яйца.